# Lillo & Greg

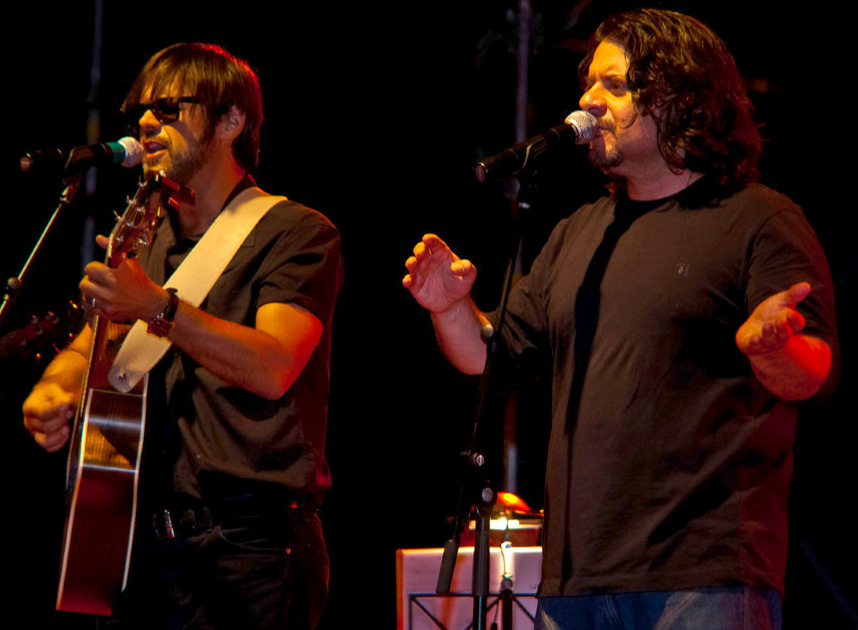
Lillo (a destra) & Greg (a sinistra) a Terni nel 2010

Lillo & Greg é un duo comico italiano, composto da Pasquale "Lillo" Petrolo e Claudio "Greg" Gregori.

## Storia

### Gli inizi
Lillo e Greg si conobbero nel 1988 quando entrambi lavoravano alla casa editrice ACME di Roma, per la quale erano impiegati come autori di fumetti comici (segnatamente Zio Tibia, che Lillo Petrolo realizzava con Michelangelo La Neve, e Sergio o I sottotitolati di cui si occupava Greg). Quando nel 1991 la casa editrice fallì, i due e l'intera redazione si trovarono senza lavoro. Decisero allora di impegnarsi in nuovi progetti, primo fra tutti la creazione di un gruppo musicale improntato sull'umorismo: Latte & i Suoi Derivati.

### Televisione
Furono nel gruppo fondatore de Le Iene, programma televisivo di Italia 1, ove rimasero per 3 anni consecutivi; anche in seguito continuarono a collaborare, realizzando una serie di minifilm insieme a Franco Stradella: Arancia meccanica, Le Iene anni 1970, Ienissima. Inoltre Greg realizzò la musica della sigla di un'edizione del programma. Il successo ottenuto indusse Roberto Giovalli ad affidare loro la creazione di una nuova trasmissione. Pertanto, a maggio del 2000, i due idearono per Italia 1 il programma Telenauta '69, un omaggio in bianco e nero alla TV degli anni sessanta e a programmi quali Studio 1, Johnny Sera, Canzonissima, con le musiche di Greg e la regia di Alessandro Baracco.
Nel 2001 furono nel cast de L'ottavo nano, programma satirico di Serena Dandini e Corrado Guzzanti in onda su Rai 2. Nel 2002 furono autori e co-conduttori di Mmmhh!, insieme a Neri Marcorè e Rosalia Porcaro, con le musiche di Claudio Gregori eseguite dai Blues Willies. Nel 2003 Lillo Petrolo partecipò al programma Il caso Scafroglia di Corrado Guzzanti. Nello stesso anno Greg e Lillo parteciparono anche come autori a Stracult ed a Cocktail d'amore, entrambi programmi di Rai 2 curati da Marco Giusti, sempre con le musiche originali di Claudio Gregori ed Attilio Di Giovanni. Nel 2003-2004 parteciparono ai programmi Rai B.R.A. Braccia Rubate all'Agricoltura di Serena Dandini e Abbasso il frolloccone, ove rivisitarono celebri sketch televisivi del passato, in occasione del 50º anniversario della Rai. Nel 2005 commentarono per il canale satellitare GXT e per Italia 7 le puntate dello show giapponese Takeshi's Castle, replicate per anni anche su altri canali. Nello stesso anno, sempre su Rai 2, furono autori e conduttori di Bla Bla Bla, parodia dei talk show, accompagnati dalla band dei Blues Willies. Sempre nel 2005 Lillo realizzò Moto Perpetuo, il suo primo corto, scritto con Paola Minaccioni. Nel 2006 presentarono sul canale satellitare GXT il personaggio Normalman alias Piermaria Carletti, "recuperato" da un fumetto di Lillo Petrolo e già presentato in versione radiofonica a 610.
Sempre nel 2006 e sempre sul canale per ragazzi GXT, Lillo curò la regia di School of Rap, produzione ispirata allo street style interpretata da G-Max dei Flaminio Maphia. Greg con la sua band Blues Willies prese parte alla trasmissione Rai Suonare Stella, per cui scrisse sigla e musiche con Attilio Di Giovanni. Nel 2007 i due comici recitarono nella quinta stagione di Un medico in famiglia, interpretando i fratelli Zinco; nel frattempo cominciarono a girare la seconda stagione di Normalman. Nello stesso anno furono testimonial delle patatine Crik Crok interpretando una originale serie di spot pubblicitari per Ica Foods. Nel 2008 tornarono a girare una serie dei loro video di Ienissima per Le Iene. Furono ospiti su MTV a Very Victoria con il patrocinio di Corrado Guzzanti, e a Comicittà nella puntata trasmessa da Firenze dalla TV satellitare Comedy Central. Nell'ottobre 2008 entrarono nel cast del programma Parla con me di Serena Dandini su Rai 3, con la mini sit-com satirica Greg Anatomy (una parodia sulla chirurgia estetica).
Nel ruolo di Filippo, sempre nel 2008, Lillo Petrolo fece parte nel cast di Amiche mie, fiction TV in 12 episodi trasmessi in 6 prime serate su Canale 5. Nel 2009 la loro presenza in TV proseguì su LA7, con la partecipazione alla nuova serie di Victor Victoria, al cui interno diedero vita a mini-fiction di carattere surreale quali Utopia, Agenzia Amico Express e Talk Show, con la guida di Franco Stradella. Nel 2010 parteciparono al programma Rai Mettiamoci all'opera. Lillo partecipò all'episodio Anomalia 21 della fiction L'ispettore Coliandro. Dall'ottobre 2010 sono i commentatori di Wipeout, game show prima della versione statunitense e successivamente della versione inglese. Ininterrottamente fino al 2014 le puntate sono state trasmesse sui canali GXT e K2, dal 2015 sono trasmesse da DeeJay TV.
Nel 2011 parteciparono alla trasmissione Parla con me di Serena Dandini con la band Latte & i Suoi Derivati, e furono anche ospiti di Sanremo 2011, interpretando una gag interna al brano di Max Pezzali dal titolo Il mio secondo tempo, riarrangiata in versione swing. Il 4 marzo 2011 Rai 5 trasmise in prima serata una puntata speciale di 610. Nella stagione 2011 Rai 2 trasmise la sitcom Fiore calabro scritta da Lillo Petrolo, nata in versione radiofonica all'interno del programma 610, nel quadro del programma Base Luna di Marco Giusti. Dal 31 maggio 2011 Lillo ideò ed andò in onda per 6 episodi su PokerItalia24 con Lillo No Limit, un mini show sul poker incentrato sugli stereotipi che compongono il mondo dell'hold'em e alla loro reinterpretazione in chiave umoristica.
Lillo e Greg tornarono sul piccolo schermo il 21 gennaio 2012 per prendere parte al nuovo programma di Serena Dandini The show must go off, in onda su LA7. Oltre a i loro sketch, proposero in versione televisiva la saga de L'uomo che non capiva troppo di Claudio Gregori (nata in versione radiofonica all'interno del programma 610); qui Lillo dà vita al personaggio de Il Coreografo, maestro del celebre Doppio Anagni e tutte le sue varianti, come il Sexface hard o il Jagger con Esortation. Nell'aprile 2012 Rai 2 trasmise il loro spettacolo Sketch & Soda in prima serata nell'ambito del programma One man show. Nel mese di settembre, sempre Rai 2 manda in onda in seconda serata lo show Serata per Voi, in 2 appuntamenti. Come uno spettatore attonito Lillo & Greg fanno zapping su tutte le reti TV, dove nel ruolo di attori raccontano la brutta TV di oggi. Il tutto richiamandosi alla TV degli anni sessanta. Sempre nel 2012, Lillo è nel cast del secondo episodio di Aniene dell'amico Corrado Guzzanti. Il 14 giugno 2013 hanno condotto su Rai 1 la cerimonia di premiazione dei David di Donatello 2013.

### Radio
Dal 2003 Lillo e Greg sono autori e conduttori della trasmissione radiofonica di Radio 2 Rai 610, condotta in studio da Alex Braga e da Carolina Di Domenico da settembre 2019. Ricevendo subito un gran successo di pubblico, dal 2006 la programmazione da settimanale diventa quotidiana per poi tornare ad andare in onda nel weekend dal 2020 al 2025. La sigla e le altre musiche originali sono composte da Claudio Gregori e Attilio Di Giovanni. Dal 2011 è in onda anche in altre fasce orarie con le rubriche di 610. Il programma ha festeggiato 10 anni con una serata all'Auditorium della Conciliazione a Roma il 17 maggio 2013 e trasmesso in TV da Rai 3 il 2 giugno seguente. A Dicembre 2023 la trasmissione ha festeggiato i primi 20 anni con uno show all'Auditorium Parco della Musica a Roma visibile su Raiplay.
Nel 2025 il programma torna in onda quotidianamente.

### Cinema
Nel 1999 appaiono nel film Bagnomaria. Nel 2001 sono tra i protagonisti di Blek Giek, un film di Enrico Caria. Sempre nel 2001 Greg è il protagonista del film di Marco Risi, Tre mogli. Nel 2005 Lillo interpreta il ruolo di Pini nel film Fascisti su Marte di Corrado Guzzanti. Nel 2006 Lillo interpreta Eugenio nel film Per non dimenticarti di Mariantonia Avati, film realistico dell'Italia del dopoguerra (1946-47). Nel 2007 esce Lillo e Greg - The movie!, film composto di una serie di sketch. Girato in formato digitale, per la regia di Luca Rea, colonna sonora a cura di Greg e Attilio Di Giovanni, è concepito per una distribuzione via Internet, satellite e DVD.
Nel 2010 Lillo è nel cast del film Cacao, di cui è anche co-sceneggiatore insieme al regista Luca Rea. Nel giugno 2010 esce in Italia il film Humpday - Un mercoledì da sballo; i due protagonisti sono doppiati da Lillo e Greg. Nel 2011 Lillo è nel cast del film Nessuno mi può giudicare, regia di Massimiliano Bruno. Il film vince a Taormina il Nastro d'argento come migliore commedia dell'anno, oltre ad aver ricevuto numerose candidature sia ai Nastri d'Argento che al David di Donatello.
Nel 2012, Lillo è nel film Com'è bello far l'amore con un cameo. A ottobre 2012 Lillo e Greg girano il secondo episodio del film Colpi di fulmine, di cui sono protagonisti insieme con Anna Foglietta.
Nel 2013 Lillo è coprotagonista del film Mi rifaccio vivo di Sergio Rubini. Sempre nel 2013 Lillo è nel cast del film La grande bellezza di Paolo Sorrentino. Lillo e Greg sono i protagonisti del terzo episodio del film Colpi di fortuna. Anche in questo caso prosegue la collaborazione tra Claudio Gregori ed Attilio Di Giovanni per la colonna sonora della pellicola. Nel 2014 Lillo a Greg sono i protagonisti di Un Natale stupefacente, ancora con le musiche di Claudio Gregori ed Attilio Di Giovanni.
Nel 2015 Lillo è protagonista nel film Tempo instabile con probabili schiarite di Marco Pontecorvo, insieme a Luca Zingaretti. Il 16 dicembre 2015 esce al cinema il film Natale col boss che vede Lillo e Greg questa volta anche coautori e cosceneggiatori, ancora con le musiche di Claudio Gregori ed Attilio Di Giovanni. Nel 2016 Lillo è coprotagonista nel film Forever Young, regia di Fausto Brizzi. Lillo e Greg sono i protagonisti di Natale a Londra - Dio salvi la regina. Nel 2017 Lillo è nel film Nove lune e mezza. Nel 2019, Lillo è in 4 film: Attenti al gorilla, Il grande salto, Detective per caso e Modalità aereo.
Nel 2020 debuttano come registi con il film D.N.A. - Decisamente non adatti, pellicola distribuita tramite piattaforme streaming online e pay TV che li vede anche protagonisti. Nel 2021 Lillo è in Tutti per Uma  e Una famiglia mostruosa.
Nel 2022, Lillo e Greg dirigono il loro secondo film da registi Gli idoli delle donne e Lillo partecipa nel film Con chi viaggi. Nel 2023 Lillo partecipa come protagonista a Sono Lillo.

### Cortometraggi
Nel 2002 Greg recita il ruolo di poliziotto nel corto Gix, di Monica Zullo. Nel 2006 Lillo dirige e interpreta il cortometraggio Moto Perpetuo che viene premiato al Festival Fregene per Fellini 2006. Il corto è scritto da Pasquale Petrolo e Paola Minaccioni. È interpretato da Lillo Petrolo, Paola Minaccioni, Marco Marzocca. Nel 2008 Greg è premiato al Fano Film Festival Internazionale, come protagonista nel corto Metodo di Chiara Sani.

### Teatro
Nell'inverno del 1994/1995, l'allora direttore del Teatro Vittoria di Roma Attilio Corsini, offre a Lillo e Greg la possibilità di esordire con 5740170 - 06 per chi chiama da fuori Roma, una commedia musicale scritta da Michael Doodley, Claudio Gregori e Lillo Petrolo. La trama racconta l'involontaria ascesa al successo di alcuni ragazzi (la band Latte & i Suoi Derivati) che invece auspicano un lavoro fisso. Le musiche sono di Claudio Gregori.
Nel 1996 il duo scrive e mette in scena Gli squallidi, al teatro Spazio Zero di Roma; si tratta di brevi scenette, nate dal desiderio di omaggiare I mostri, celebre film degli anni sessanta di Dino Risi; musiche di Claudio Gregori. Nel 1997 Lillo e Greg scrivono e portano in teatro (Teatro Palladium di Roma) un'altra commedia musicale:Twenty Quarantino, in cui si ironizza sulle diverse reazioni di sei band alla notizia di essere state selezionate per il Festival di Sanremo; anche qui c'è tutta la band di Latte & i Suoi Derivati e in più Max Paiella con il fratello Gianluca Paiella. Musiche di Claudio Gregori. Nel 1999 il duo scrive e mette in scena Lillo & Greg Show, nuovo spettacolo di scenette sulla grettezza dell'animo umano. Musiche di Claudio Gregori.
Nel 2000 Lillo e Greg scrivono ed interpretano Il mistero dell'assassino misterioso al Teatro Ambra Jovinelli di Roma. La commedia viene rappresentata con successo per tre anni consecutivi in tutta Italia ed è spesso riproposta in televisione su Palcoscenico, trasmissione che Rai 2 dedica agli spettacoli teatrali. A testimonianza del fatto che l'umorismo e la comicità di Lillo e Greg sono assolutamente indipendenti dalla lingua italiana, nel giugno del 2009 Il mistero dell'assassino misterioso varca anche i confini nazionali e viene messo in scena in Spagna da una compagnia catalana. Dal 2010 lo spettacolo continua ininterrottamente ad essere portato in scena da molte compagnie, amatoriali e non, in tutta Italia.
Nel 2004 Lillo e Greg mettono in scena ed interpretano la commedia Work in Regress, scritta da Claudio Gregori con la regia di Lillo Petrolo. Nel cast: Simone Colombari, Paola Minaccioni, Crescenza Guarnieri, Stefano Frosi e Mario Podeschi. Sempre con il meccanismo del teatro nel teatro, in questo spettacolo si ironizza sulle meschinità d'un gruppo di attori alle prese con il successo e l'insuccesso. Musiche di Claudio Gregori e Attilio Di Giovanni, coreografie di Monica Zullo. Nel 2005 Lillo e Greg scrivono, mettono in scena ed interpretano la commedia musicale The Blues Brothers - Il plagio. La regia è di Monica Zullo. Musiche originali di Claudio Gregori ed Attilio Di Giovanni suonate dal vivo dal gruppo dei Blues Willies.
Nel 2006 Lillo e Greg mettono in scena, interpretano e curano la regia de La baita degli spettri, scritta da Claudio Gregori, che ne cura anche la colonna sonora con Attilio Di Giovanni. Nel cast ci sono: Simone Colombari, Lorenzo Gioielli, Virginia Raffaele e Valentina Paoletti. Anche questa è una delle commedie di Lillo e Greg più rappresentate in Italia. Lo spettacolo è di nuovo in scena nel 2008. Nello stesso anno inaugurano il Teatro Morgana (ex Brancaccio) di Roma con uno show di sketches dal titolo "Sketch & Soda", con musiche di Claudio Gregori ed Attilio Di Giovanni. Il 2009 inizia con due commedie che debuttano ambedue a febbraio: L'importante è vincere senza partecipare, scritta da Lillo Petrolo che ne cura anche la regia, interpretata da Paola Minaccioni e Federica Cifola. Lillo analizza in chiave umoristica alcuni meccanismi innescati dal bisogno di sentirsi nella vita vincenti ad ogni costo. A distanza di due giorni, segue il debutto di Far West Story, scritta da Claudio Gregori, regia di Lillo e Greg. Il cast è quello de La baita degli spettri, ovvero Virginia Raffaele, Valentina Paoletti, Simone Colombari e Lorenzo Gioielli.
Ad aprile Greg debutta al Teatro Morgana di Roma con Rockandrology, piccolo musical scritto da Greg, Max Paiella, Carlo Ficini, Attilio Di Giovanni e interpretato dai Blues Willies. Il musical mette in scena una fittizia storia del rock and roll, dalla preistoria al futuro. Lillo e Greg continuano a girare l'Italia con lo spettacolo Sketch & Soda.Ad ottobre si replica a Roma lo spettacolo di Lillo Petrolo L'importante è vincere senza partecipare, interpretato da Paola Minaccioni, questa volta affiancata da Barbara Folchitto. A novembre del 2009 Greg debutta come solista in un monologo da lui scritto, Aggregazioni, tratto da un suo libro e trasformato in pièce teatrale con l'aiuto di Mauro Mandolini alla regia e con il maestro Attilio Di Giovanni al pianoforte. AgGregazioni narra, con stile noir anni quaranta, la squallida parabola esistenziale di un ragazzetto della periferia romana. Musiche originali di Claudio Gregori ed Attilio Di Giovanni.
Il 2010 si apre con una nuova commedia, Intrappolati nella commedia, scritta da Claudio Gregori, che ne è anche interprete principale insieme a Lillo. Il cast comprende Virginia Raffaele, Chiara Sani, Emanuele Salce e Danilo De Santis; regia di Mauro Mandolini, musiche di Claudio Gregori e Attilio Di Giovanni, coreografie di Cristina Pensiero. Il 23 settembre Greg è al Teatro dei Comici con la propria band The Blues Willies nella ripresa della mini commedia musicale Rockandrology. Dal 29 novembre al 5 dicembre, va in scena al Teatro Olimpico di Roma la commedia musicale La Dolce Diva-Burlesque Show, scritta da Claudio Gregori con la partecipazione di Alessandro Casella. Greg ne è anche attore protagonista e coautore delle musiche. Il 7 dicembre Greg torna sul palco del Teatro dei Comici a Roma con il suo monologo AgGregazioni.
Nel 2011 Lillo e Greg girano l'Italia con lo spettacolo Intrappolati nella commedia. Nel dicembre del 2011 debuttano al Teatro Olimpico di Roma con la nuova commedia di Claudio Gregori L'uomo che non capiva troppo, sviluppo drammaturgico dell'omonima serie, scritta sempre da Greg per il programma radiofonico 610. Parodia del genere spy movie.
Lillo e Greg a maggio del 2012 sono sul palco del Teatro Ambra Jovinelli di Roma con la nuova commedia di Claudio Gregori Chi erano i Jolly Rockers?, un docu-teatro sull'ipotetica ascesa al successo e successiva discesa negli inferi di una fantomatica band di rock'n'roll. La regia è di Mauro Mandolini, la scenografia di Claudio Gregori, le musiche originali di Claudio Gregori ed Attilio Di Giovanni.
Da gennaio a marzo 2015 sono al Teatro Olimpico di Roma con La fantastica avventura di Mr. Starr scritta da Claudio Gregori, per la regia di Mauro Mandolini. Ad aprile sono al Teatro Ambra Jovinelli di Roma con Il mistero dell'assassino misterioso scritto e interpretato da Lillo e Greg, con Dora Romano. Nel 2016 tornano in scena con 2 commedie: Marchette in trincea - Work in Regress che hanno riscritto, diretto e interpretato; la commedia è stata messa in scena al Teatro Brancaccio di Roma.

### Editoria e fumetto
Quando Lillo e Greg si conoscono nel 1986, la scena è quella della casa editrice di fumetti Onmolloemme, successivamente diventata ACME. Entrambi collaborano con la casa editrice, ma ognuno con le proprie creature. Greg è autore di Sergio, un varanide antropomorfo di professione detective privato, e i Sottotitolati, dissacratoria parodia dei coatti romani sottotitolati, appunto, in italiano aulico. Lillo è autore di Stinco & Laido, due bislacchi malviventi, e di Topo Martino, epigono della stirpe roditrice fumettistica. Normalman, personaggio di Lillo, nasce nel 1993 sulla rivista a fumetti LSD-Latte e i Suoi Derivati.
A febbraio 2007 viene presentato il libro Questo libro cambierà la vostra vita, scritto da Lillo Petrolo e Claudio Gregori, con la collaborazione di Fabrizio Trionfera. Il libro nasce sull'onda della loro collaborazione alla trasmissione radio 610 - Sei Uno Zero in onda su Radio 2 Rai (edizioni da RAI-ERI e Rizzoli). Sempre nel 2007 esce il primo libro di Greg, AgGregazioni, per le edizioni Caratelli.
Dal 2005 al 2008 Lillo e Greg firmano la rubrica Greg e Lillo Travel pubblicata sull'allegato I viaggi de La Repubblica del giovedì.
Nel 2011 viene pubblicato il libro La scomparsa di Zero di M.Baeli e M. La Vigna. Le illustrazioni sono di Lillo Petrolo. Il 29 ottobre 2011 a Lucca Comics, nella Sala Incontri di Palazzo Ducale, Lillo presenta il fumetto Normalman, uno dei suoi personaggi radiofonici e TV. Nel volume Normalman - LE ORIGINI le avventure sono sceneggiate da Lillo e disegnate da Luca Usai (già disegnatore per la Disney). A distanza di un anno esatto, Lillo e Luca Usai presentano al gioioso pubblico di Lucca Comics & Games 2012 il secondo volume delle avventure di Normalman contro tutti.

### Musica
Greg esordisce come musicista nel 1978 in un brevissimo concerto blues nella palestra del Liceo Classico Tacito di Roma. Dopo alcuni anni di gavetta, sempre in formazioni blues, nel 1982 fonda assieme al chitarrista Max Forestieri, suo compagno di classe, il gruppo Rock'n'Roll e Doo Wop Jolly Rockers. Altri membri storici dei Jolly Rockers furono il pianista Andrea "Killer" Fiorelli, il contrabbassista Aldo Compassi, il batterista Andrea "Pippitonno" Romano, il sassofonista Giuseppe Fantozzi, il trombettista Luca Majnardi ed il bassista Stefano Galderisi. La formazione la band diventò uno dei punti di riferimento del genere Rock'n'Roll e Rockabilly fino al 1995, anno dello scioglimento. Al loro attivo c'è la partecipazione a Sanremo Giovani nel 1993, cui seguì la pubblicazione della compilation Sanremo Off. Nel 1992 i Jolly Rockers pubblicano un LP, dal titolo Suzuky Boogie. Parallelamente, negli anni successivi, Greg crea diverse formazioni che spaziano tra country bluegrass, rockabilly, Rock 'n' roll, minstrel show e swing (Le Tonsille Volanti, Johnny Naso & The Vixinex, il Duo Italia, I Reeferbilly, I Jazz Bond, I Swing De Luxe e i Ghepardi Blu). Nel 1997 Greg forma l'ideale continuazione dei Jolly Rockers, i Blues Willies, con cui pubblica due dischi: Greg & The Blues Willies e Suonare Stella, colonna sonora dell'omonimo programma televisivo. Nel 2011, il gruppo si scioglie. Nel 2012 Greg, con alcuni elementi dei Blues Willies (Max Paiella, Attilio Di Giovanni, Alfredo Agli, Mario Caporilli e Francesco Redig de Campos), rimette in piedi i Jolly Rockers per lo spettacolo teatrale "Chi Erano i Jolly Rockers?". Nello stesso anno vara due altre formazioni: i Jokers (Mario Monterosso, Alfredo Agli, Francesco Redig de Campos e Francesco D'Agnolo) e i Frigidaires (Alessandro Meozzi, Luca Majnardi, Olimpio Riccardi, Giulio Scarpato e Giovanni Campanella). Con i Jokers si riallaccia al mondo Rockabilly e con i Frigidaires a quello Doo Wop. Con entrambe le formazioni propone un repertorio di cover ri-arrangiate e brani originali in italiano.
Nel febbraio 2011 Lillo e Greg, per la serata dedicata agli ospiti, salgono sul palco del Teatro Ariston di Sanremo insieme a Max Pezzali in versione crooners, reinterpretando il brano in concorso Il mio secondo tempo. Con il brano riarrangiato in versione swing, si sono esibiti in un'interpretazione umoristica.
Lillo nel 2017 crea la sua rockband Lillo e i Vagabondi in cui canta e suona la chitarra insieme a Loredana Maiuri (voce), Paolo Di Orazio (batteria), Fabio Taddeo (chitarra), Mimmo Catanzariti (basso), Cristina Pensiero ed Erika Sorbera (cori e danza).

## Filmografia

### Cinema
- Bagnomaria, regia di Giorgio Panariello (1999)
- Blek Giek, regia di Enrico Caria (2001)
- Moto perpetuo, regia di Lillo Petrolo  - cortometraggio (2006)
- Lillo e Greg - The movie!, regia di Luca Rea (2007)
- Metodo, regia di Chiara Sani - cortometraggio (2008)
- Colpi di fulmine, regia di Neri Parenti (2012)
- Colpi di fortuna, regia di Neri Parenti (2013)
- Un Natale stupefacente, regia di Volfango De Biasi (2014)
- Natale col boss, regia di Volfango De Biasi (2015)
- Natale a Londra - Dio salvi la regina, regia di Volfango De Biasi  (2016)
- D.N.A. - Decisamente non adatti, regia di Lillo & Greg (2020)
- Una famiglia mostruosa, regia di Volfango De Biasi (2021) - solo Lillo
- Gli idoli delle donne, regia di Lillo & Greg e Eros Puglielli (2022)
- Un matrimonio mostruoso, regia di Volfango De Biasi (2023) - solo Greg

### Televisione
- Via Zanardi, 33 (Italia 1, 2001)
- Un medico in famiglia (Rai 1, 2007)
- NormalMan (GXT, 2006)
- L'ispettore Coliandro - Lillo nell'episodio 4x02, Greg nell'episodio 8x02 (Rai 2, 2010-2021)
- Pupazzo criminale, 2014, web-serie ideata, scritta, diretta e interpretata da Lillo e Greg

## Programmi televisivi
- Le Iene (Italia 1, 1997-1999)
- Telenauta '69 (Italia 1, 2000)
- L'ottavo nano (Rai 2, 2001)
- Mmmhh! (Rai 2, 2002)
- Il caso Scafroglia (Rai 3, 2002)
- Stracult (Rai 2, 2003-2005, 2013)
- Cocktail d'amore (Rai 2, 2003)
- B.R.A. - Braccia Rubate all'Agricoltura (Rai 3, 2003-2004)
- Abbasso il frolloccone (Rai 2, 2003-2004)
- Bla Bla Bla (Rai 2, 2005)
- NormalMan (GXT, K2, 2006-2007)
- Victor Victoria - Niente è come sembra (LA7, 2009-2010)
- 610 in 2D (Rai 5, 2011)
- Parla con me (Rai 3, 2011)[4]
- Fratelli e sorelle d'Italia (LA7, 2011)
- Serata per Voi (Rai, 2012)
- The show must go off (LA7, 2012)
- NeriPoppins (Rai 3, 2013)
- David di Donatello (Rai 1, 2013)
- Ciao Darwin (Canale 5, 2016)[5]
- Domenica in (Rai 1, 2017)
- Lillo e Greg Comedy Show (Prime Video, 2023)

## Radio
- 610 (sei uno zero) (Rai Radio 2, dal 2003)
- 610 in 2D (2010)
- Randy & Burt in Tex! - Mefisto (Rai Radio 2, 2012)
- Lillo e Greg 610 da Vent'anni (Rai Radio 2, 2024)

## Teatro
- 5740170 - 06 per chi chiama da fuori Roma, regia di Attilio Corsini (1994)[1]
- Gli squallidi, regia di Lillo & Greg (1996)[1]
- Twenty Quarantino, regia di Lillo & Greg (1997)
- Lillo e Greg Show, regia di Lillo & Greg (1999)
- Il mistero dell'assassino misterioso, regia di Francesca Zanni, Lillo & Greg (2000-2001-2002-2023)
- Work in Regress, regia di Pasquale Petrolo (2004)
- The Blues Brothers - Il plagio, regia di Monica Zullo (2005)
- La Baita degli Spettri, regia di Lillo & Greg (2005)
- Sketch & Soda, regia di Lillo & Greg (2005) - lo spettacolo è stato anche trasmesso nel programma One man show
- L'importante è vincere senza partecipare, regia di Pasquale Petrolo (2009)
- Far West Story, regia di Lillo & Greg (2009)
- AgGregazioni, regia di Mauro Mandolini (2009)
- Intrappolati nella commedia, regia di Mauro Mandolini (2010)
- L'uomo che non capiva troppo, regia di Mauro Mandolini (2011)
- Chi erano i Jolly Rockers?, regia di Mauro Mandolini (2012-2013)
- Occhio a quei 2, regia di Pino Quartullo, Lillo & Greg (2014)
- La fantastica avventura di Mr. Starr, regia di Mauro Mandolini (2014)
- Marchette in trincea - Work in Regress, regia di Lillo & Greg (2016)
- Best Of, regia di Lillo & Greg (2016)
- L'accendino magico, regia di Claudio Gregori (2017)
- L'uomo che non capiva troppo - Reloaded, regia di Lillo & Greg (2017)
- Gagmen, regia di Claudio Piccolotto, Lillo & Greg (2018-2022)
- Movie erculeo, regia di Claudio Piccolotto, Lillo & Greg (2025)

## Opere letterarie
- Biografia. Non autorizzata da Lillo. Non autorizzata da Greg, Roma, Gremese, 2021, ISBN 978-88-6692-135-6.

## Riconoscimenti
- Premio Flaiano 2004 sezione Radio per la trasmissione 610
- Premio Satira Politica Forte dei Marmi 2004 sezione Radio per la trasmissione 610
- Biglietto d'oro 2012–2013 per il film Colpi di fulmine
- Premio Biglietto d'oro 2013–2014 per il film Colpi di fortuna
- Nastri d'argento 2014 - Premio speciale agli attori non protagonisti per La grande bellezza a Lillo Petrolo
- Premio Cariddi 2015 per il genere Commedia, al Taormina film fest
- Premio Nino Manfredi 2015 per l'umorismo e la comicità surreale
- Premio Scarnicci e Tarabusi - Il Troncio (2016) per il loro umorismo sulle scene ed in radio con la loro trasmissione 610